# Étavigny
Étavigny település Franciaországban, Oise megyében. Lakosainak száma 177 fő (2022. január 1.). Étavigny Acy-en-Multien, Antilly, Betz, Boullarre és Rosoy-en-Multien községekkel határos.

## Népesség
A település népességének változása:
| Lakosok száma | 148  | 154  | 158  | 152  | 151  | 151  | 160  | 168  | 177  |
|               | 2013 | 2015 | 2016 | 2017 | 2018 | 2019 | 2020 | 2021 | 2022 |